# Patamona

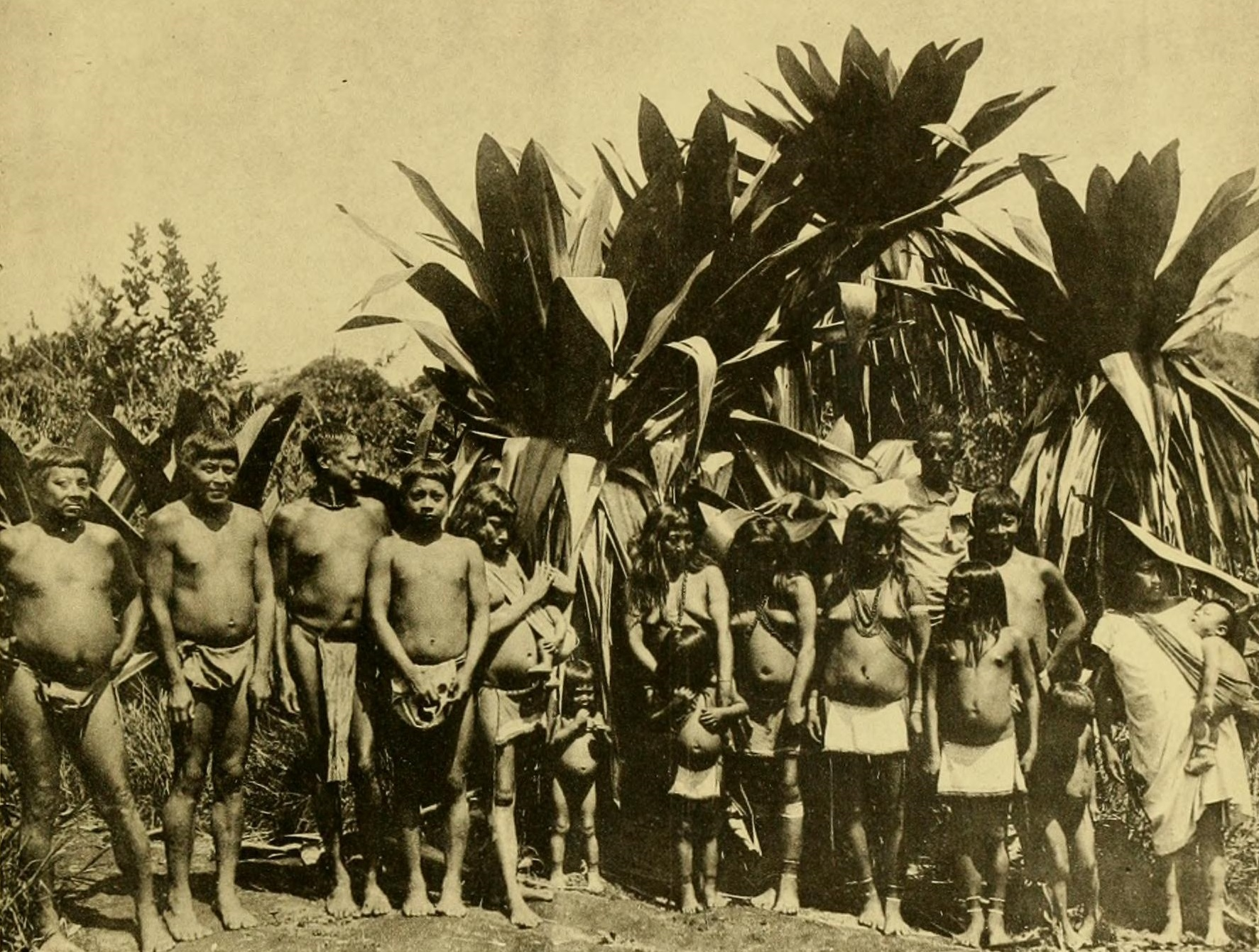
Registro fotográfico de Indígenas da Tribo Patamona no Planalto de Kaieteur, na Guiana.￼

Os Patamona (também conhecidos como Ingarikó ou Kapon) são um povo indígena que vive na Guiana e no Brasil. Com uma população total de 5628 pessoas, fazem parte da família linguística Karib.